# La grande colpa
La grande colpa (Ich war Jack Mortimer) è un film del 1935 diretto da Carl Froelich. La sceneggiatura, firmata da Robert A. Stemmle e da Thea von Harbou, è l'adattamento per il cinema del romanzo Ero Jack Mortimer di Alexander Lernet-Holenia.

## Produzione
Il film, prodotto dalla Carl Froelich-Film GmbH, fu girato a Vienna nel giugno 1935.

## Distribuzione
Distribuito dalla Europa-Filmverleih AG, uscì nelle sale cinematografiche tedesche presentato in prima ad Amburgo il 17 ottobre 1935, mentre la prima berlinese si tenne il 21 ottobre al cinema Capitol. In Austria, il film fu distribuito dalla Tobis-Sascha Film-Vertrieb.